# هيو لونغ جينغ

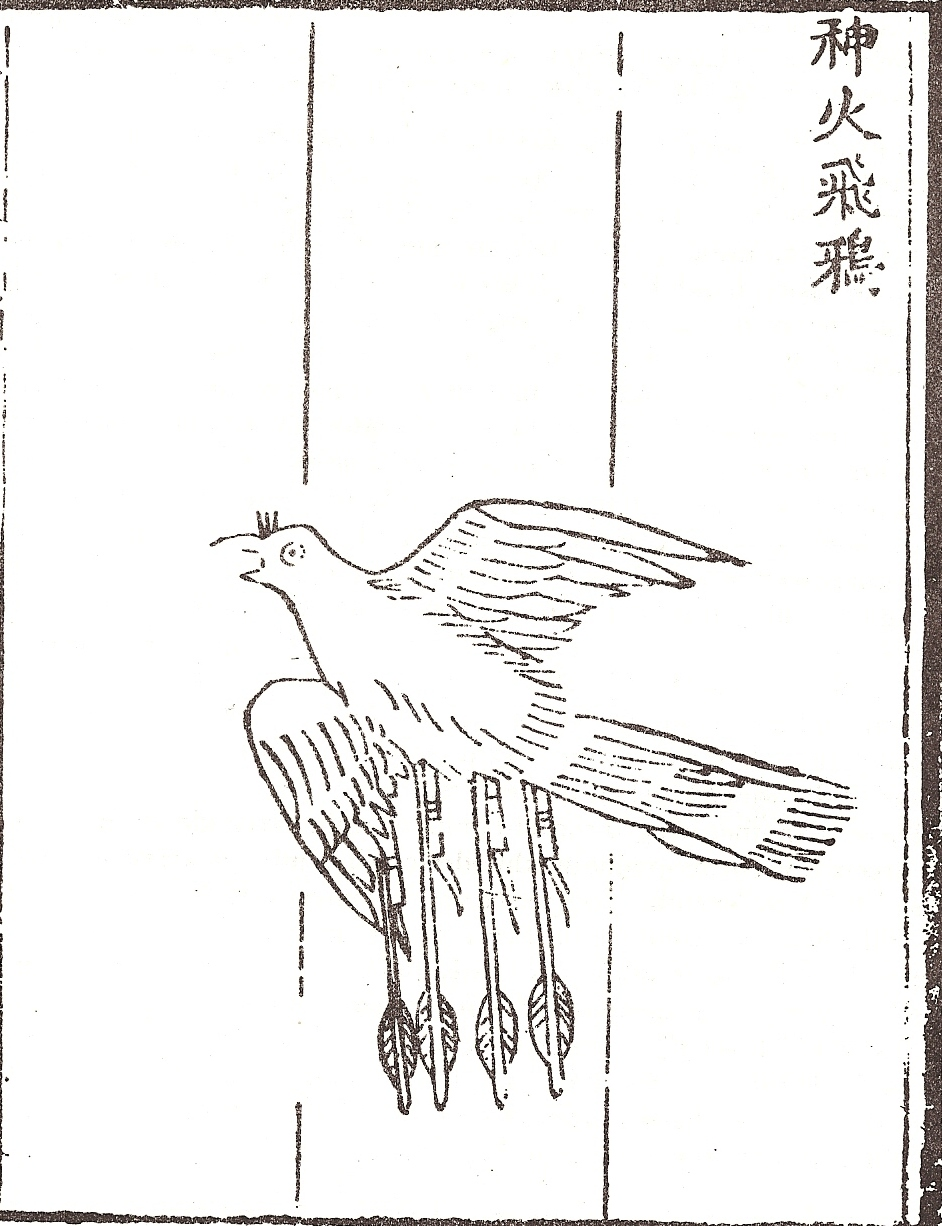
"الغراب الطائر ذو النار السحرية"؛ رسم تمثيلي لصاروخ مجنح من كتاب هيو لونغ جينغ.

هيو لونغ جينغ بالصينية التقليدية: 火龍經 ؛ بالصينية المبسطة: 火龙经 ؛ وحسب بينيين: Huǒ Lóng Jīng) هو اسم كتاب في الفنون القتالية الحربية جمعه وكتبه كل من ليو بووين Liu Bowen وجياو يو  Jiao Yu في عهد سلالة مينغ الحاكمة للصين في القرن الرابع عشر. ترجم الكتاب إلى اللغة الإنجليزية تحت عنوان Fire Drake Manual أي كتيّب تنين النار.
زود الكتيّب معلومات حول استخدام الأسلحة النارية بما في ذلك استخدام البارود وتركيباته الخاصة، كما تصمن الكتيب وصفاً لكيفية صنع القنابل المتشظية، والقنابل الحاوية على حشوات سامة، بالإضافة إلى وصف الأسهم النارية التي استخدمت في الصين بكثرة في القرن العاشر، وطريقة صنع الصواريخ. وصف الكتيّب أيضاً طريقة صنع الألغام، كما تضمن شرح أسلوب صناعة أسلحة شبيهة ببندقية الفتيل matchlock والمدافع البدائية.
على الرغم من أن مقدمة الكتيب ظهرت في نسخة نانيانغ سنة 1412، إلا أن الكتيب نشر في أواخر القرن الرابع عشر، وتضمن جمعاً للنصوص الحربية المكتوبة منذ أواخر القرن الثالث عشر.

## اقرأ أيضاً
- البارود